# Agnotherium
Az Agnotherium az emlősök (Mammalia) osztályának ragadozók (Carnivora) rendjébe, ezen belül a fosszilis medvekutyafélék (Amphicyonidae) családjába és az Amphicyoninae alcsaládjába tartozó nem.

## Tudnivalók
Az Agnotherium-fajok a középső miocén korszakban éltek, körülbelül 16,9-11,6 millió évvel ezelőtt. Az első példányt, amely az MN 4-es raktárszámot kapta, a franciaországi Elzászban találták meg. Más európai lelőhelyei: En Pejouan, Midi-Pyrenees Region; Pontigne. A marokkói Bèni Mellal-nál is rábukkantak eme fosszilis emlősnem egy példányára.

## Rendszerezés
A nembe az alábbi 2 faj tartozik:
- Agnotherium antiquus
- Agnotherium grivense

## Fordítás
- Ez a szócikk részben vagy egészben  az   Agnotherium című angol Wikipédia-szócikk ezen változatának fordításán alapul.  Az eredeti cikk szerkesztőit annak laptörténete sorolja fel. Ez a jelzés csupán a megfogalmazás eredetét és a szerzői jogokat jelzi, nem szolgál a cikkben szereplő információk forrásmegjelöléseként.